# Johann Dinawitzer
Johann Dinawitzer (* 12. September 1884 in Lassing, Österreich-Ungarn; † 28. August 1980 in Graz) war ein österreichischer katholischer Geistlicher und Kunsthistoriker.

## Leben
Johann Dinawitzer war von 1915 bis 1920 Soldat, Offizier und Kriegsgefangener in Sibirien. Anschließend studierte er von 1920 bis 1923 katholische Theologie in Graz und wurde am 2. Juli 1923 zum Priester geweiht und war von 1924 bis 1926 als Präfekt am Fürstbischöflichen Knabenseminar in Graz tätig. Parallel dazu studierte er von 1924 bis 1925 an der Landeskunstschule Graz bei Daniel Pauluzzi. Anschließend studierte er von 1925 bis 1930 an der Akademie der bildenden Künste in Wien bei Wilhelm Dachauer. von 1929 bis 1938 und von 1945 bis 1964 war er als Lehrer (ab 1934 als Professor) für Zeichnen, Handarbeiten und Schriftpflege am Bischöflichen Gymnasium in Graz tätig. Von 1938 bis zu seinem Ruhestand 1960 leitete er als Kustos das Diözesanmuseum Graz. 1941 wurde er zum Dr. phil. promoviert. Von 1946 bis 1965 lehrte er als Honorardozent für Christliche Archäologie und Kunstgeschichte an der Theologischen Fakultät der Universität Graz. 1958 habilitierte er sich für sein Fach und wurde zum Universitätsdozenten ernannt, 1965 trat er in den Ruhestand.
Er war auch künstlerisch tätig. Erste Studien und Skizzen entstanden in Sibirien, später malte er Landschaftsbilder, Architekturbilder und Baumstudien sowie Porträts.

## Schriften (Auswahl)
- Ludwig Ritter von Kurz zum Thurn und Goldenstein, der letzte deutsche Nazarener. Dissertation Graz 1941.
- Ludwig Ritter von Kurz zum Thurn und Goldenstein, der letzte deutsche Nazarener. [I. Teil]. In: Jahresbericht des Gymnasiums am fürstbischöflichen Knabenseminar Carolinum-Augustineum in Graz 1948/49, S. 3–50.
- Ludwig Ritter von Kurz zum Thurn und Goldenstein, der letzte deutsche Nazarener. II. Teil. In: Jahresbericht des Gymnasiums am fürstbischöflichen Knabenseminar Carolinum-Augustineum in Graz 1949/50, S. 3–51.
- Der akademische Maler Franz Seraph von Kurz zum Thurn und Goldenstein 1807–1878; aus Familienchronik und Künstlermappe. Habilitationsschrift Graz 1949.